# 1997 en science-fiction
| Années de la science-fiction : 1994 - 1995 - 1996 - 1997 - 1998 - 1999 - 2000    |
| Décennies de la science-fiction : 1960 - 1970 - 1980 - 1990 - 2000 - 2010 - 2020 |

L'année 1997 a été marquée, en matière de science-fiction, par les événements suivants.

## Naissances et décès

### Naissances
- 12 janvier : création de HAL 9000, l'ordinateur de 2001, l'Odyssée de l'espace de Stanley Kubrick[réf. nécessaire]

## Événements
- Création de la collection littéraire Le Cabinet noir (cessation de la publication en 2003).

## Prix

### Prix Hugo
- Roman : Mars la bleue (Blue Mars) par Kim Stanley Robinson
- Roman court : Blood of The Dragon par George R. R. Martin
- Nouvelle longue : Le Réparateur de bicyclettes (Bicycle Repairman) par Bruce Sterling
- Nouvelle courte : The Soul Selects Her Own Society : Invasion and Repulsion: A Chronological Reinterpretation of Two of Emily Dickinson's Poems: A Wellsian Perspective par Connie Willis
- Livre non-fictif : Time & Chance par Lyon Sprague de Camp
- Film ou série : La Fin des rêves (Babylon 5)
- Éditeur professionnel : Gardner Dozois
- Artiste professionnel : Bob Eggleton
- Magazine semi-professionnel : Locus, dirigé par Charles N. Brown
- Magazine amateur : Mimosa (Dick Lynch et Nicki Lynch, éds.)
- Écrivain amateur : Dave Langford
- Artiste amateur : William Rotsler
- Prix Campbell : Michael A. Burstein

### Prix Nebula
- Roman : La Lune et le Roi-Soleil (The Moon and the Sun) par Vonda McIntyre
- Roman court : Abandonné sur place (Abandon in Place) par Jerry Oltion
- Nouvelle longue : Les Fleurs de la prison d'Aulite (The Flowers of Aulit Prison) par Nancy Kress
- Nouvelle courte : Sister Emily's Lightship par Jane Yolen
- Prix du service pour la SFWA : Robin Wayne Bailey
- Auteur émérite : Nelson Slade Bond
- Grand maître : Jack Vance

### Prix Locus
- Roman de science-fiction : Mars la bleue (Blue Mars) par Kim Stanley Robinson
- Roman de fantasy : Le Trône de fer et Le Donjon rouge (A Game of Thrones) par George R. R. Martin
- Roman de dark fantasy ou d'horreur : Désolation (Desperation) par Stephen King
- Premier roman : Reclamation par Sarah Zettel et Whiteout par Sage Walker (ex æquo)
- Roman court : Bellwether par Connie Willis
- Nouvelle longue : Coutumes montagnardes (Mountain Ways) par Ursula K. Le Guin
- Nouvelle courte : Disparus (Gone) par John Crowley
- Recueil de nouvelles : None So Blind par Joe Haldeman
- Anthologie : The Year's Best Science Fiction: Thirteenth Annual Collection par Gardner Dozois, éd.
- Livre non-fictif : Look at the Evidence par John Clute
- Livre d'art : Spectrum 3: The Best in Contemporary Fantastic Art par Cathy Fenner et Arnie Fenner, éds.
- Éditeur : Gardner Dozois
- Magazine : Asimov's Science Fiction
- Maison d'édition : Tor Books / St. Martin's
- Artiste : Michael Whelan

### Prix British Science Fiction
- Roman : Le Moineau de Dieu (The Sparrow) par Mary Doria Russell
- Fiction courte : War Birds par Stephen Baxter

### Prix Arthur-C.-Clarke
- Lauréat : Le Chromosome de Calcutta (The Calcutta Chromosome) par Amitav Ghosh

### Prix Sidewise
- Format long : How Few Remain par Harry Turtledove
- Format court : The Undiscovered par William Sanders (en)

### Prix E. E. Smith Memorial
- Lauréat : Hal Clement

### Prix Theodore-Sturgeon
- Lauréat : Les Fleurs de la prison d'Aulite (The Flowers of Aulit Prison) par Nancy Kress

### Prix Lambda Literary
- Fiction spéculative : Sacrements (Sacrament) par Clive Barker

### Prix Seiun
- Roman japonais : Seikai no monshou par Hiroyuki Morioka

### Grand prix de l'Imaginaire
- Roman francophone : Inner City par Jean-Marc Ligny
- Nouvelle francophone : Le Collier de Thasus par Serge Lehman

### Prix Kurd-Laßwitz
- Roman germanophone : Solarstation (Station solaire) par Andreas Eschbach

## Parutions littéraires

### Recueils de nouvelles et anthologies
- Dérapages (Slippage), de Harlan Ellison.

## Sorties audiovisuelles

### Films
- Alien, la résurrection par Jean-Pierre Jeunet.
- Bienvenue à Gattaca par Andrew Niccol.
- Contact par Robert Zemeckis.
- Cube par Vincenzo Natali.
- Chérie, nous avons été rétrécis par Dean Cundey.
- Dark City par Alex Proyas.
- Flubber par Les Mayfield.
- Le Cinquième Élément par Luc Besson.
- Le Monde perdu : Jurassic Park par Steven Spielberg.
- Men in Black par Barry Sonnenfeld.
- Nirvana par Gabriele Salvatores.
- Mimic par Guillermo del Toro.
- Ouvre les yeux par Alejandro Amenábar.
- Starship Troopers par Paul Verhoeven.

### Téléfilms
- L'Antre de Frankenstein par Peter Werner.
- Asteroïde : Points d'impact par Bradford May.
- Le Vaisseau de l'enfer par Robert Lee.
- Vingt mille lieues sous les mers par Rod Hardy.

### Séries
- Stargate SG-1, saison 1
- Star Trek: Deep Space Nine, saison 6.
- X-Files : Aux frontières du réel, saison 5.